# Scandentia
Los escandentios (Scandentia) son un orden de mamíferos placentarios conocidos vulgarmente como tupayas o musarañas arborícolas. Son animales pequeños que viven en las selvas del sudeste asiático. Se trata del grupo más cercano a los primates, después de los dermópteros.
Los escandentios dividen su existencia entre los árboles y el suelo en las selvas tropicales y zonas de matorrales del sudeste asiático. Estos animales diurnos y omnívoros no tienen pulgar oponible. Una de sus particularidades es el desarrollo de los incisivos, caniniformes, mientras que sus caninos, más bien reducidos, se asemejan a los premolares.
Este orden comprende dos familias: Tupaiidae, con cuatro géneros, y Ptilocercidae, con uno.

## Morfología

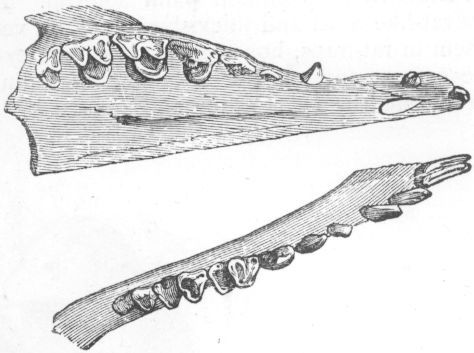
Dentición de Tupaia

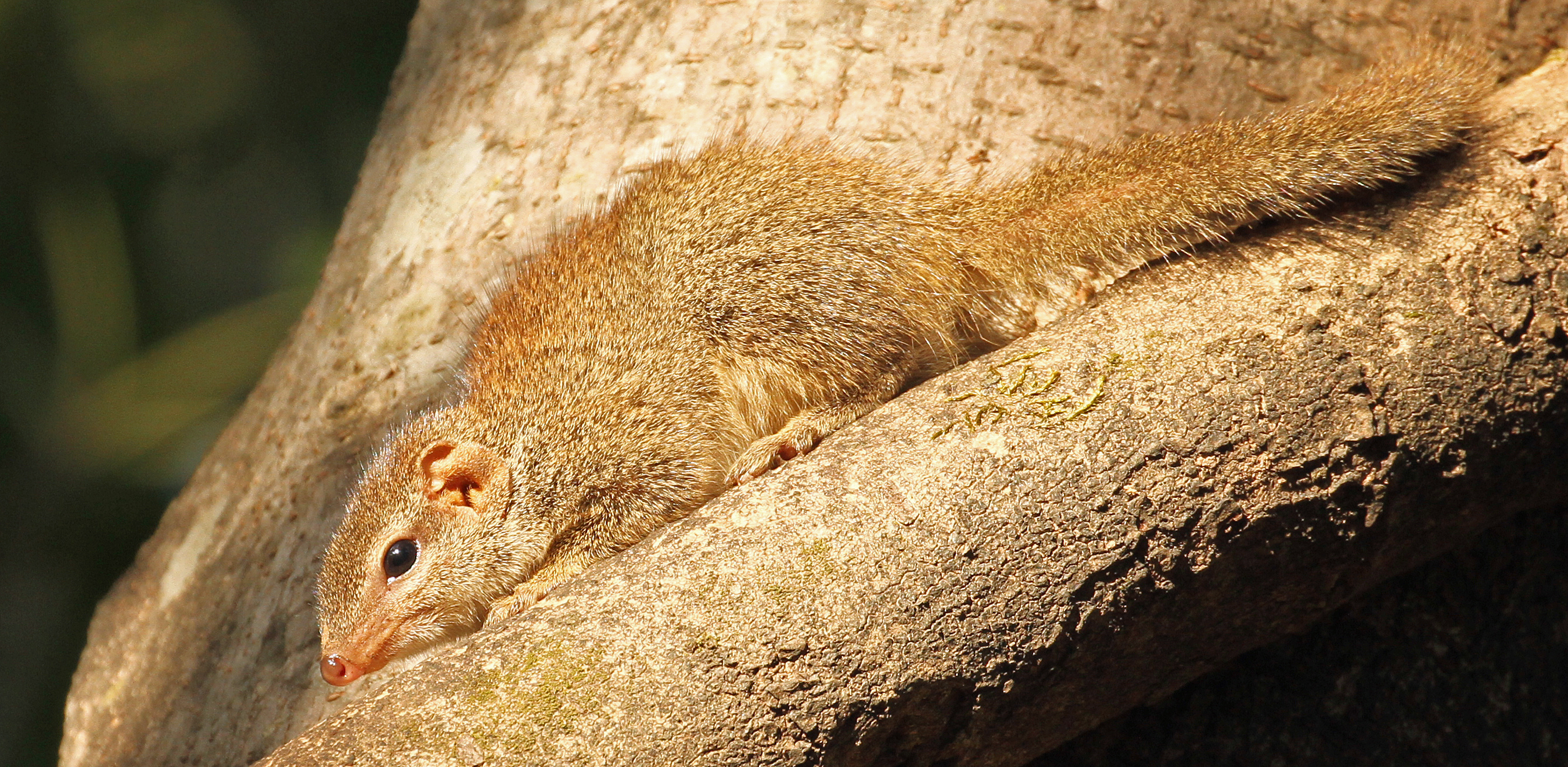
Musaraña de Madrás (Anathana ellioti)

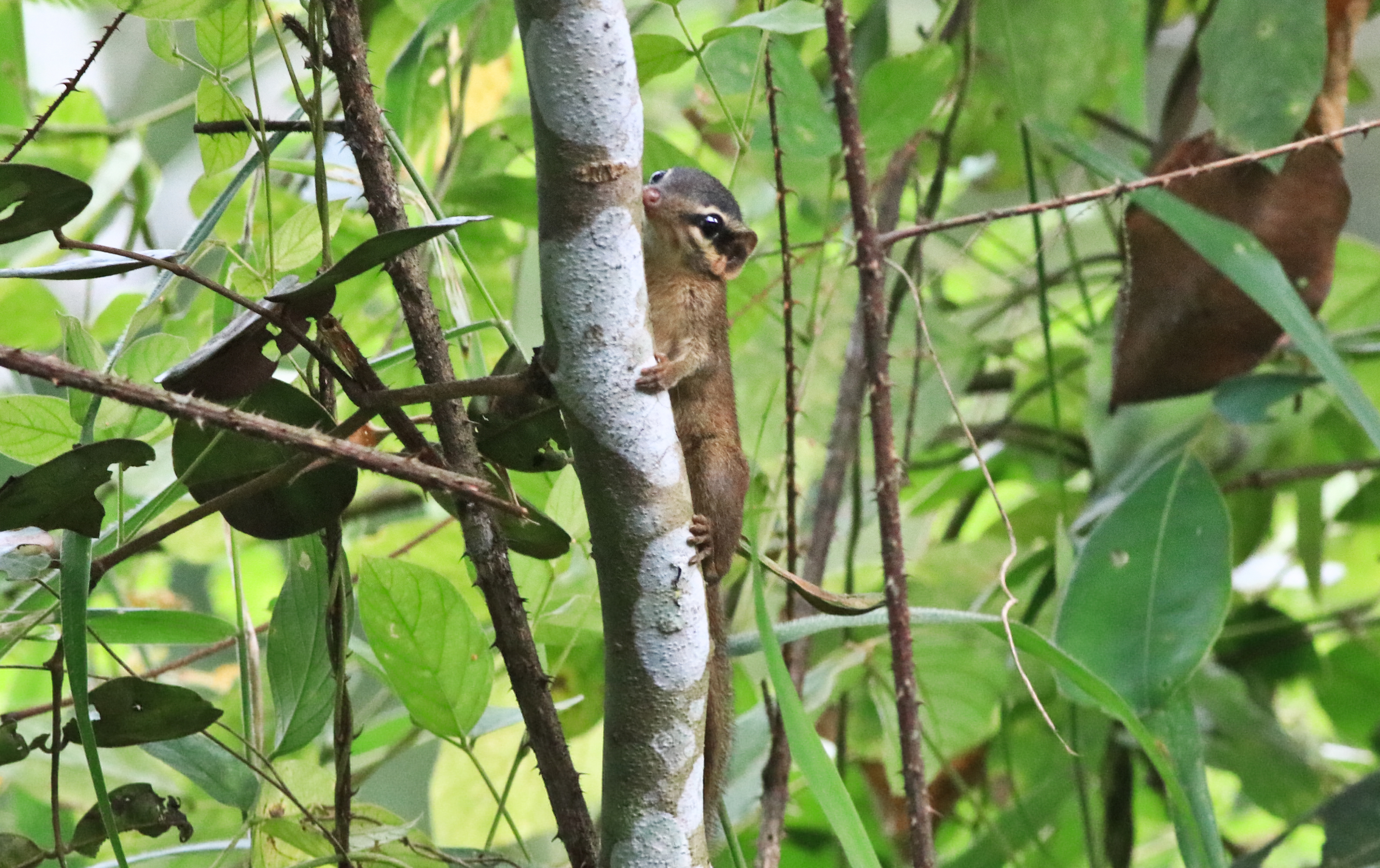
Musaraña de cola lisa septentrional (Dendrogale murina)

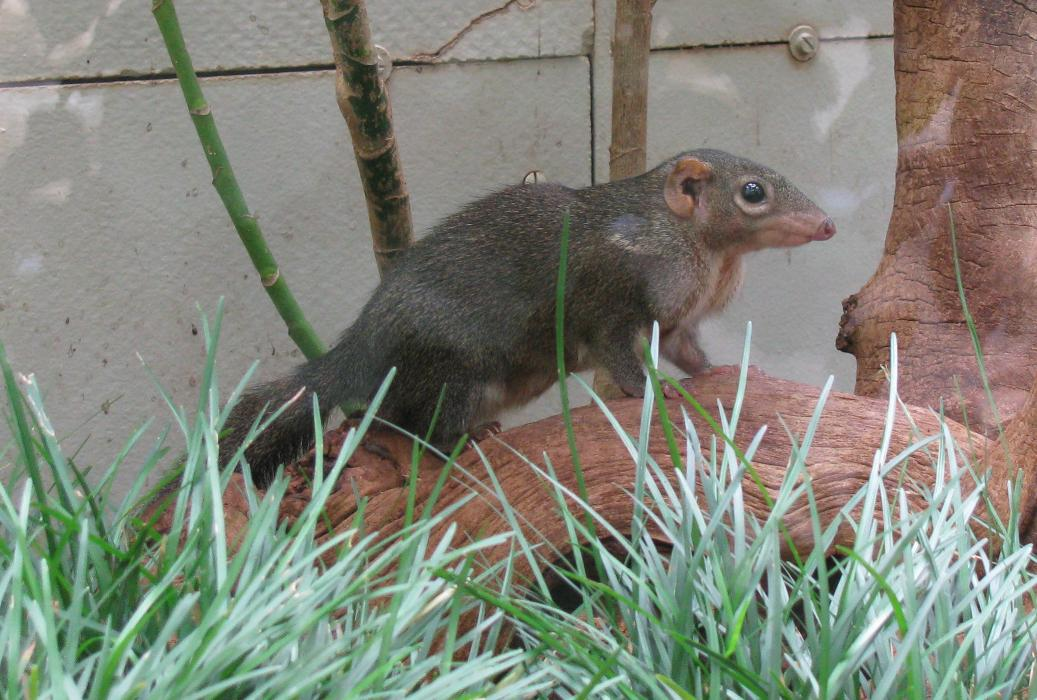
Musaraña norteña (Tupaia belangeri)

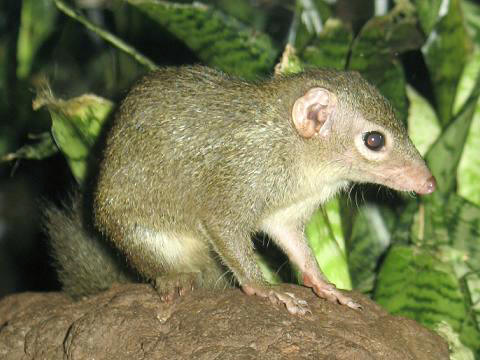
Musaraña común (Tupaia glis)

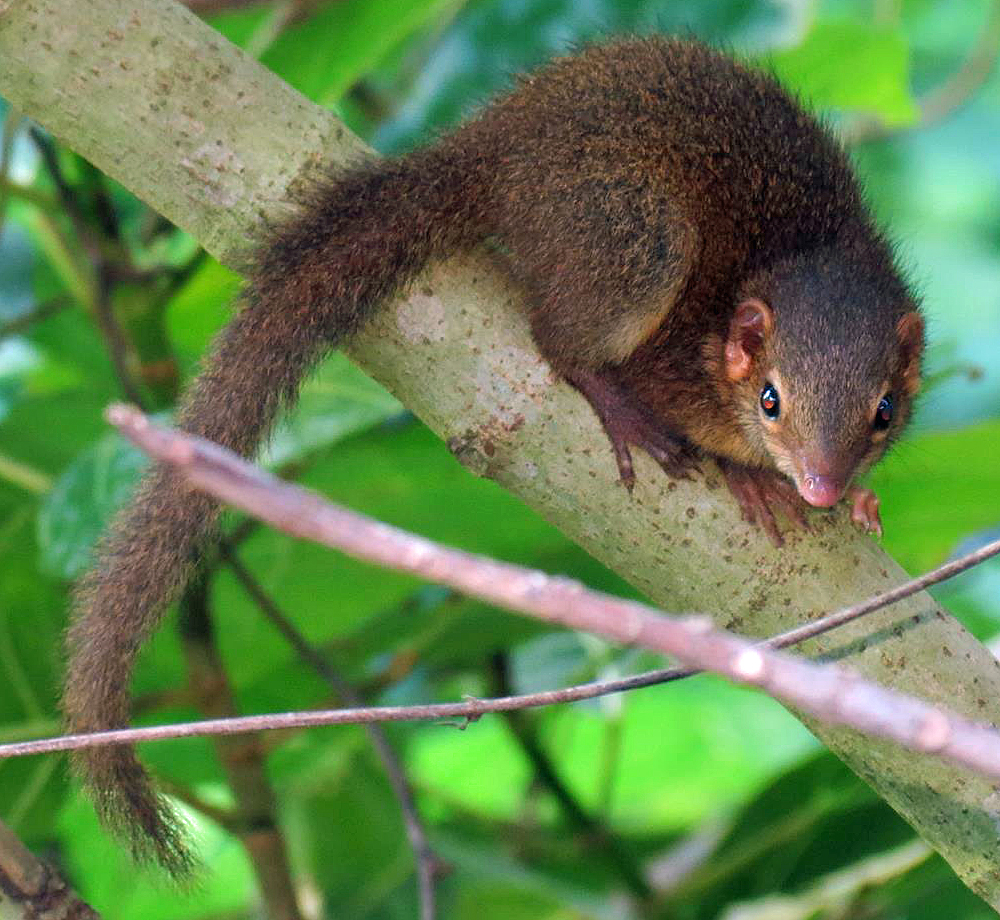
Musaraña de Horsfield (Tupaia javanica)

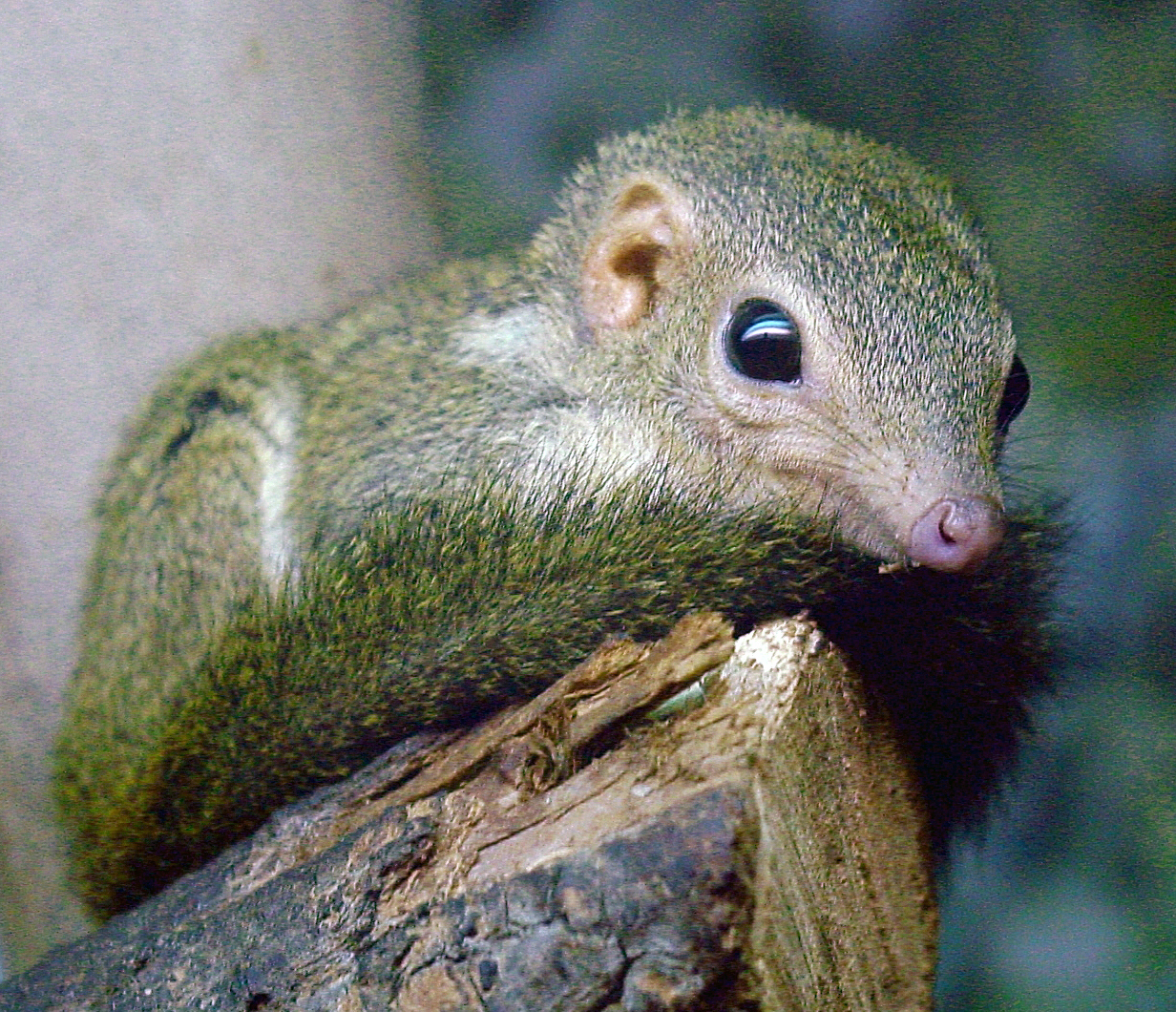
Musaraña pigmea (Tupaia minor)

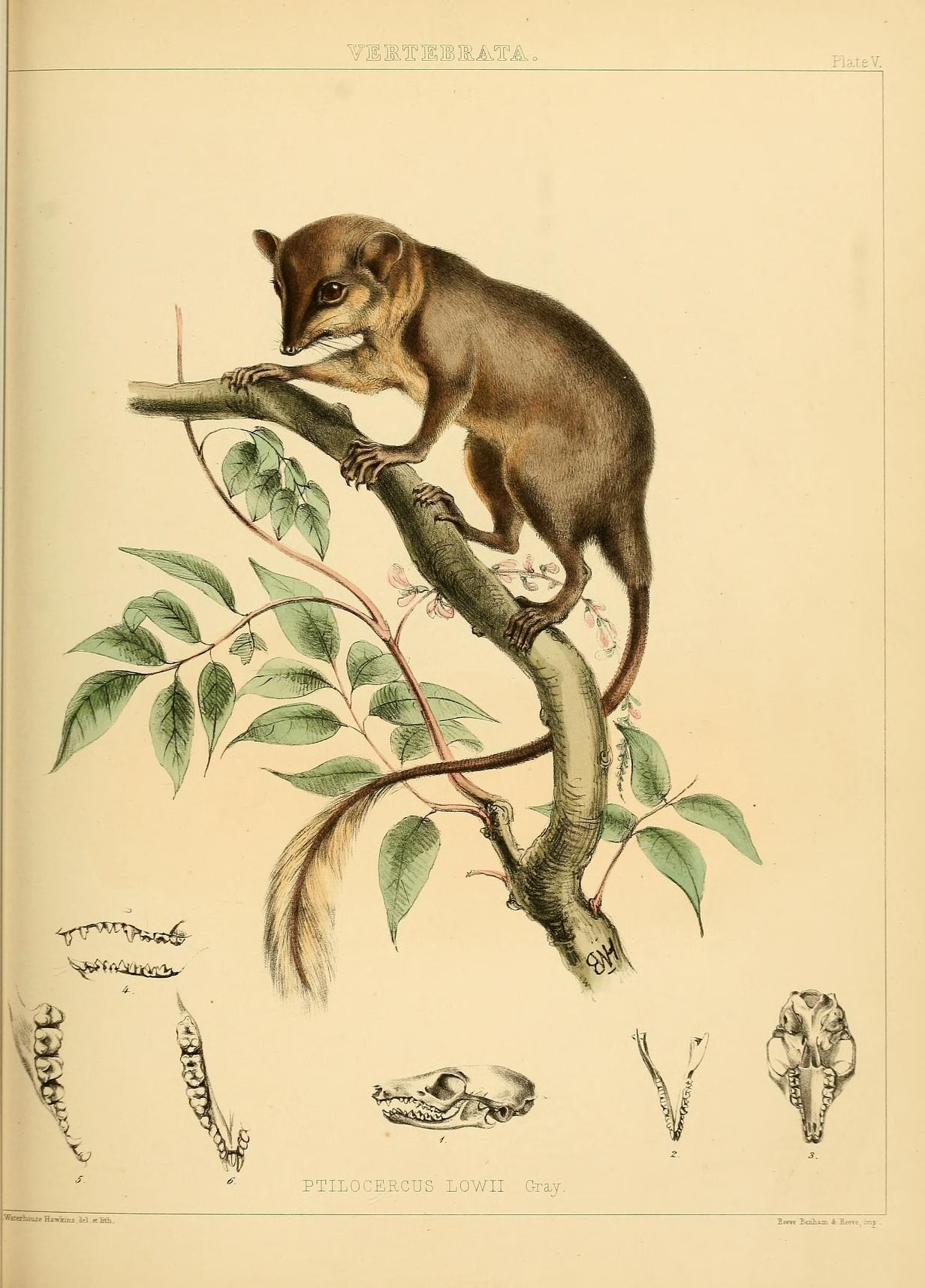
Musaraña colilarga (representación de 1850 de Ptilocercus lowii)

### Funciones
Las musarañas con animales esbeltos, tienen un cuerpo delgado, y una cola larga; su pelaje es suave de color grisáceo a marrón rojizo. Suele ser densamente peluda, a excepción de la musaraña de cola de plumas ( Ptilocercus lowii ). Es característico un hocico largo. Dependiendo de la especie, las musarañas alcanzan una longitud de cabeza y cuerpo de 10 a 23 centímetros y una longitud de cola de 9 a 24 centímetros. El peso oscila entre 45 y 350 gramos.
El color del pelaje varía del gris oliva al marrón oxidado y es más claro en el lado del vientre. El pelaje es denso y suave. Los pelos de guarda son largos y lisos, los pelos de lana son cortos y suaves. A excepción del género Dendrogale y la cola de plumas, las musarañas tienen una franja ligera en los hombros. Algunas especies tienen marcas adicionales en la cara o una franja dorsal oscura.
Las orejas son pequeñas y tienen un pabellón auricular cartilaginoso similar al de un primate con un lóbulo membranoso. Son ligeramente peludas, pero en el caso de la musaraña de cola de plumas están desnudas y son relativamente grandes.
Las especies terrestres suelen ser más grandes que las arborícolas y tienen garras más grandes, que utilizan para desenterrar insectos. Tienen dientes caninos poco desarrollados y molares poco especializados, con una fórmula dental global de 2.1.3.3 / 3.1.3.3
Son especies trepadoras que tienen una buena visión, binocular en el caso de las especies más arborícolas.

### Esqueleto y cráneo
La columna vertebral de la musaraña ardilla está compuesta por siete vértebras cervicales, de doce a 13 vértebras torácicas con costillas, de seis a siete vértebras lumbares, tres vértebras sacras y 24 vértebras caudales. La clavícula está bien desarrollada. Los huesos del antebrazo no están fusionados, ni tampoco los de la parte inferior de la pierna. El semilunar y el escafoides, dos huesos del carpo, están completamente fusionados en los géneros Tupaia y Anathana, pero en Ptilocercus y Dendrogale estos dos huesos están menos fusionados. El pulgar puede estar separado, pero no es oponible (es decir, opuesto a los otros dedos), lo que significa que las musarañas no tienen una mano verdaderamente adherente; en lugar de eso, usan sus garras en forma de hoz para trepar.
La larga región del hocico característica de las musarañas está formada por el hueso nasal. Los huesos temporales son muy pequeños y son cada vez más desplazados por el hueso parietal a medida que se desarrolla el cráneo. El arco posterior (arco postorbitario) está formado por el hueso frontal y el hueso cigomático. Hay ventanas encima del ojo (foramen supraorbitale) y ventanas debajo del ojo (foramen infraorbitale).

### Anatomía de los tejidos blandos
La lengua inferior es característica de las musarañas arborícolas. Se trata de un tejido en forma de hoja, sin músculos, en la parte inferior de la parte móvil de la lengua, que tiene una punta con flecos. Sirve para limpiar la cresta dental. A excepción de unos pocos miembros del género Tupaia, que antes se delimitaban como Lyonogale, las musarañas arborícolas tienen un apéndice en la transición del intestino delgado al intestino grueso, que descompone la celulosa vegetal y facilita así la digestión.
Las musarañas tienen un órgano de Jacobson bien desarrollado y de construcción original, que se encuentra en una parte de la cavidad nasal y está conectado abiertamente con el resto de la cavidad nasal y la cavidad oral a través de un conducto especial, el ductus incisivus. El oído y la vista son los sentidos primarios de las musarañas arborícolas y dominan sobre el sentido del olfato. La retina está formada principalmente por conos; con la excepción de la musaraña arborícola nocturna de cola de pluma, a la que esta capacidad no conferiría ninguna ventaja particular, todas las musarañas arborícolas pueden distinguir bien los colores.
Dependiendo de la especie, los testículos se encuentran permanentemente o durante el periodo reproductivo en el escroto junto al pene. El glande del pene es alargado y falta el hueso del pene. El útero de la hembra tiene dos cuernos.
Las musarañas arborícolas se encuentran entre los animales con la mayor proporción entre el peso del cerebro y el peso corporal, que también es superior a la de los humanos. La musaraña arborícola pigmea, por ejemplo, tiene un peso corporal de 46,4 gramos y un peso cerebral de 1,77 gramos, lo que corresponde a alrededor del 3,8 % de su masa corporal (en los humanos alrededor del 1,7 %). Valores comparables también son alcanzados por algunas musarañas arborícolas, como la musaraña etrusca (3,3 %) o la musaraña del bosque de Grant (Sylvisorex granti) (4,2 %).

## Reproducción
Las hembras tienen un periodo de gestación de 45-50 días y dan a luz hasta tres crías en nidos forrados de hojas secas en huecos de árboles. Las crías nacen ciegas y sin pelo, pero son capaces de abandonar el nido al cabo de un mes. Durante este periodo, la madre proporciona relativamente pocos cuidados maternos, visitando a sus crías sólo unos minutos cada dos días para amamantarlas.
Estas musarañas alcanzan la madurez sexual a los cuatro meses y se reproducen durante gran parte del año, sin que exista una estación clara de cría en la mayoría de las especies.

## Comportamiento social
Habitualmente, las musarañas viven solas o en parejas en territorios que van desde los 500 (plantación) hasta los 10.000 metros cuadrados (bosque natural) , según la ubicación , que defienden ferozmente contra miembros del mismo sexo. Los territorios de las hembras se superponen poco o nada; De dos a tres territorios femeninos están cubiertos por el territorio de un macho. A menudo se forman relaciones de pareja duraderas y armoniosas, que se pueden reconocer principalmente mediante saludos regulares y descanso juntos. Las parejas no armoniosas dan a luz a animales jóvenes, pero se los comen como presas normales.
Las astutas ardillas reaccionan de forma muy agresiva ante miembros de su especie que invaden su territorio: luchan violentamente, a veces con mordeduras y rasguños. El intruso suele ser ahuyentado en cuestión de segundos o minutos. En los recintos, el más débil no puede evitar a la ardilla listada dominante y, a pesar de una buena alimentación, el más débil pierde mucho peso, cae en coma al cabo de unos días y finalmente muere.
La comunicación a través de sonidos es bastante débil en las musarañas; Se distinguen ocho sonidos en las áreas funcionales de contacto, atención, alarma y agresión. Los sonidos son sostenidos por la cola como órgano expresivo; Por ejemplo, golpea hacia arriba y hacia abajo cuando está emocionado. Cuando las musarañas son sorprendidas en el nido o atacadas por otras musarañas, emiten un gruñido y un silbido áspero con la boca bien abierta. Este comportamiento también ocurre en animales jóvenes que son perturbados en el nido. Cuando pelean, las ardillas listadas chillan y chillan. Los representantes emocionados del género Tupaia parlotean en voz alta, lo que a menudo se interpreta como una llamada de atención que se emite cuando se detectan enemigos potenciales.
Mientras que los demás patrones de comunicación sólo están moderadamente desarrollados, la comunicación a través de los olores está fuertemente desarrollada. Las musarañas producen extensas marcas odoríferas, que consisten en las secreciones de determinadas glándulas y, más raramente, en orina y heces . Las secreciones aromáticas provienen de zonas glandulares del abdomen. Tienen una consistencia aceitosa y están compuestos por más del 99% de grasa . Esto garantiza que la fragancia dure mucho tiempo en las condiciones climáticas locales. Tupaia belangeri tiene glándulas en el pecho y el abdomen. Las glándulas mamarias se activan cuando el animal se pone de pie con las patas rígidas y frota la glándula contra el objeto que se va a marcar. La glándula abdominal se despliega cuando la musaraña se desliza de una rama y empuja las glándulas contra esa rama. La orina se libera en gotas mientras se corre. Los tanas realizan una especie de danza en la que humedecen sus patas con orina que previamente han depositado sobre una superficie lisa; Esto difunde el olor a cada paso. Las musarañas cautivas defecan en ciertos lugares de la jaula; Al igual que los otros olores, las heces probablemente sirven principalmente para marcar el territorio, pero el contenido informativo probablemente va más allá de marcar el territorio.

## Dieta
Estas musarañas arbóreas son omnívoras y se alimentan de insectos, pequeños vertebrados, fruta y semillas. Entre otras cosas, comen frutos de Rafflesia.
En Malasia, la musaraña colilarga es capaz de consumir grandes cantidades de néctar fermentado naturalmente de los capullos de la palmera bertam Eugeissona tristis (con hasta un 3,8% de contenido alcohólico) durante todo el año sin que ello afecte a su comportamiento.
También se ha observado que las musarañas comen intencionadamente alimentos con alto contenido en capsaicina y Cap2, un comportamiento único entre los mamíferos distintos de los humanos. Una única mutación TRPV1 reduce su respuesta de dolor a los capsaicinoides, lo que los científicos creen que es una adaptación evolutiva para poder consumir alimentos picantes en sus hábitats naturales.

## Filogenia
Los miembros de este orden se consideraron, en primera instancia, como Insectívora, pero luego fueron incluidos en el orden Primates por Sir Wilfred Le Gros Clark, sobre la base de ciertas similitudes anatómicas con estos, como por ejemplo la estructura del cerebro, y clasificados como prosimios primitivos. Las tupayas son los animales que tienen la proporción cerebro-masa corporal más alta de todos los mamíferos, incluidos los humanos.
No obstante, recientes estudios filogenéticos moleculares han puesto de manifiesto que los tupayas deben tener la misma categoría taxonómica (orden) que los primates, dentro del clado Euarchonta, que incluye también a los dermópteros. De acuerdo con estos estudios, Euarchonta es el grupo hermano de los Glires (Lagomorpha + Rodentia), y Euarchonta + Glires forman el clado de rango superior Euarchontoglires. No obstante, se han propuesto otras relaciones entre dichos órdenes.
|  | Lagomorpha (conejos, liebres) |
|  |                               |
|  | Rodentia (roedores)           |
|  |                               |

|  | Dermoptera ("lemures" voladores)                                |
|  |                                                                 |
|  | \| \| Plesiadapiformes † \| \| \| \| \| \| Primates \| \| \| \| |
|  |                                                                 |
|  | Plesiadapiformes †                                              |
|  |                                                                 |
|  | Primates                                                        |
|  |                                                                 |

|  | Plesiadapiformes † |
|  |                    |
|  | Primates           |
|  |                    |

|  | Dermoptera ("lemures" voladores)                                |
|  |                                                                 |
|  | \| \| Plesiadapiformes † \| \| \| \| \| \| Primates \| \| \| \| |
|  |                                                                 |
|  | Plesiadapiformes †                                              |
|  |                                                                 |
|  | Primates                                                        |
|  |                                                                 |

|  | Plesiadapiformes † |
|  |                    |
|  | Primates           |
|  |                    |

|  | Lagomorpha (conejos, liebres) |
|  |                               |
|  | Rodentia (roedores)           |
|  |                               |

|  | Dermoptera ("lemures" voladores)                                |
|  |                                                                 |
|  | \| \| Plesiadapiformes † \| \| \| \| \| \| Primates \| \| \| \| |
|  |                                                                 |
|  | Plesiadapiformes †                                              |
|  |                                                                 |
|  | Primates                                                        |
|  |                                                                 |

|  | Plesiadapiformes † |
|  |                    |
|  | Primates           |
|  |                    |

|  | Dermoptera ("lemures" voladores)                                |
|  |                                                                 |
|  | \| \| Plesiadapiformes † \| \| \| \| \| \| Primates \| \| \| \| |
|  |                                                                 |
|  | Plesiadapiformes †                                              |
|  |                                                                 |
|  | Primates                                                        |
|  |                                                                 |

|  | Plesiadapiformes † |
|  |                    |
|  | Primates           |
|  |                    |

## Taxonomía
- Orden Scandentia
  - Familia Tupaiidae
    - Género Anathana
      - Anathana ellioti

    - Género Dendrogale
      - Dendrogale melanura
      - Dendrogale murina

    - Género Tupaia
      - Tupaia belangeri
      - Tupaia chrysogaster
      - Tupaia dorsalis
      - Tupaia glis
      - Tupaia gracilis
      - Tupaia javanica
      - Tupaia longipes
      - Tupaia minor
      - Tupaia moellendorffi
      - Tupaia montana
      - Tupaia nicobarica
      - Tupaia palawanensis
      - Tupaia picta
      - Tupaia splendidula
      - Tupaia tana

    - Género Urogale
      - Urogale evereti

  - Familia Ptilocercidae
    - Género Ptilocercus
      - Ptilocercus lowii

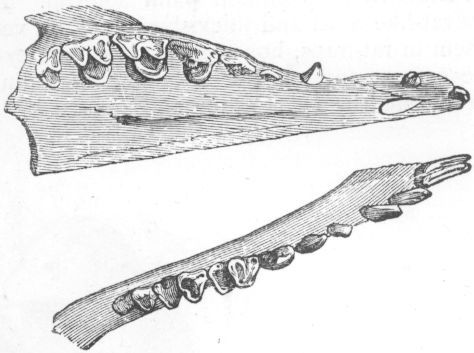
Dentadura de una tupaya.

Además, han aparecido fósiles atribuibles a este orden por toda Asia, desde el período Mioceno (hay un género del Eoceno, Eodendrogale, que podría incluirse en el orden); incluye géneros como Prodendrogale y Palaeotupaia.